# Ayuntamiento de Madrid

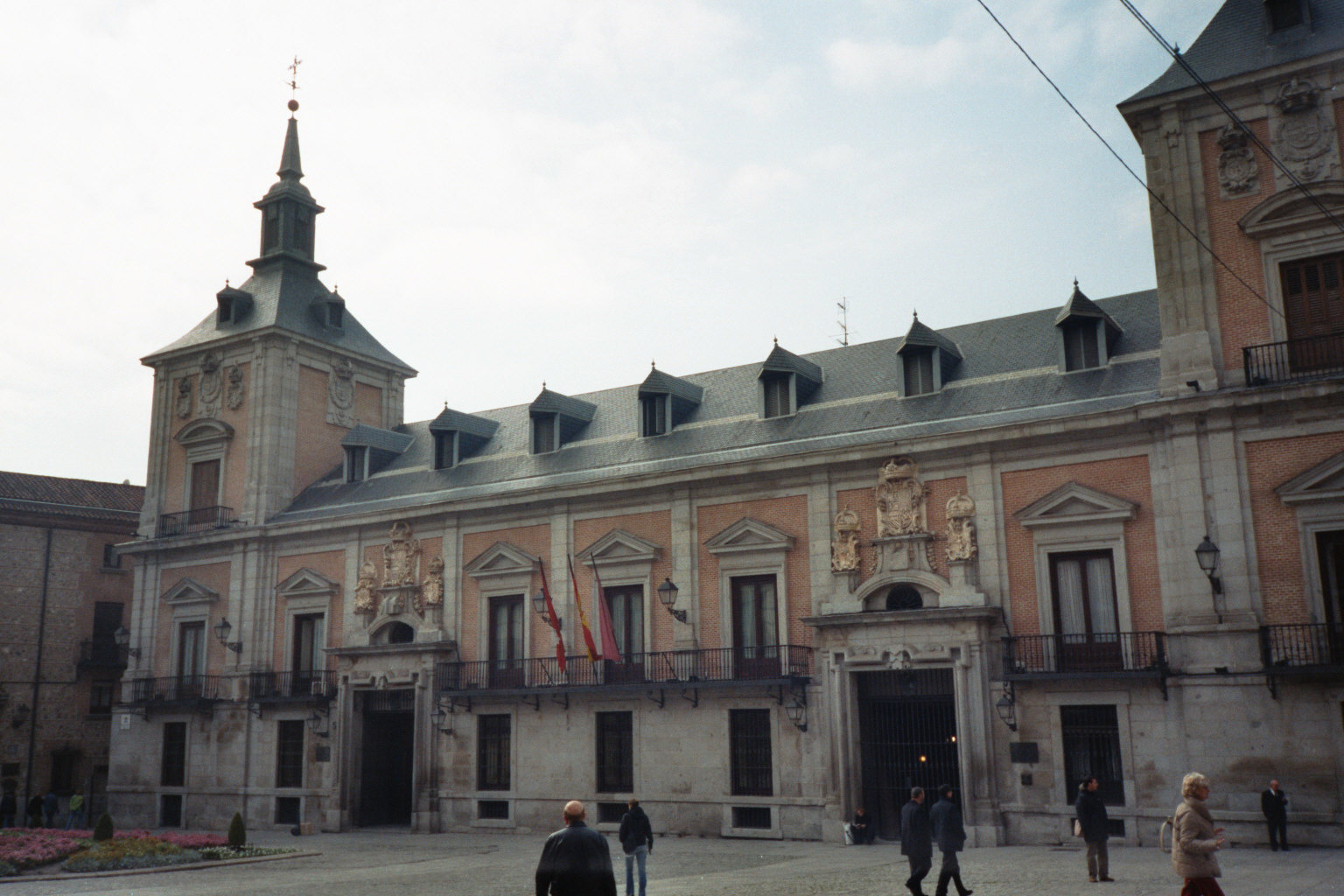
"Casa de la Villa", antiga sede do "Ayuntamiento".

A Câmara Municipal de Madrid (Ayuntamiento de Madrid em espanhol) é a instituição que trata de governar a cidade e o concelho de Madrid, em Espanha. O seu presidente é o alcaide de Madrid. O atual alcaide é José Luis Martínez-Almeida, do Partido Popular.

## Organismos de governação

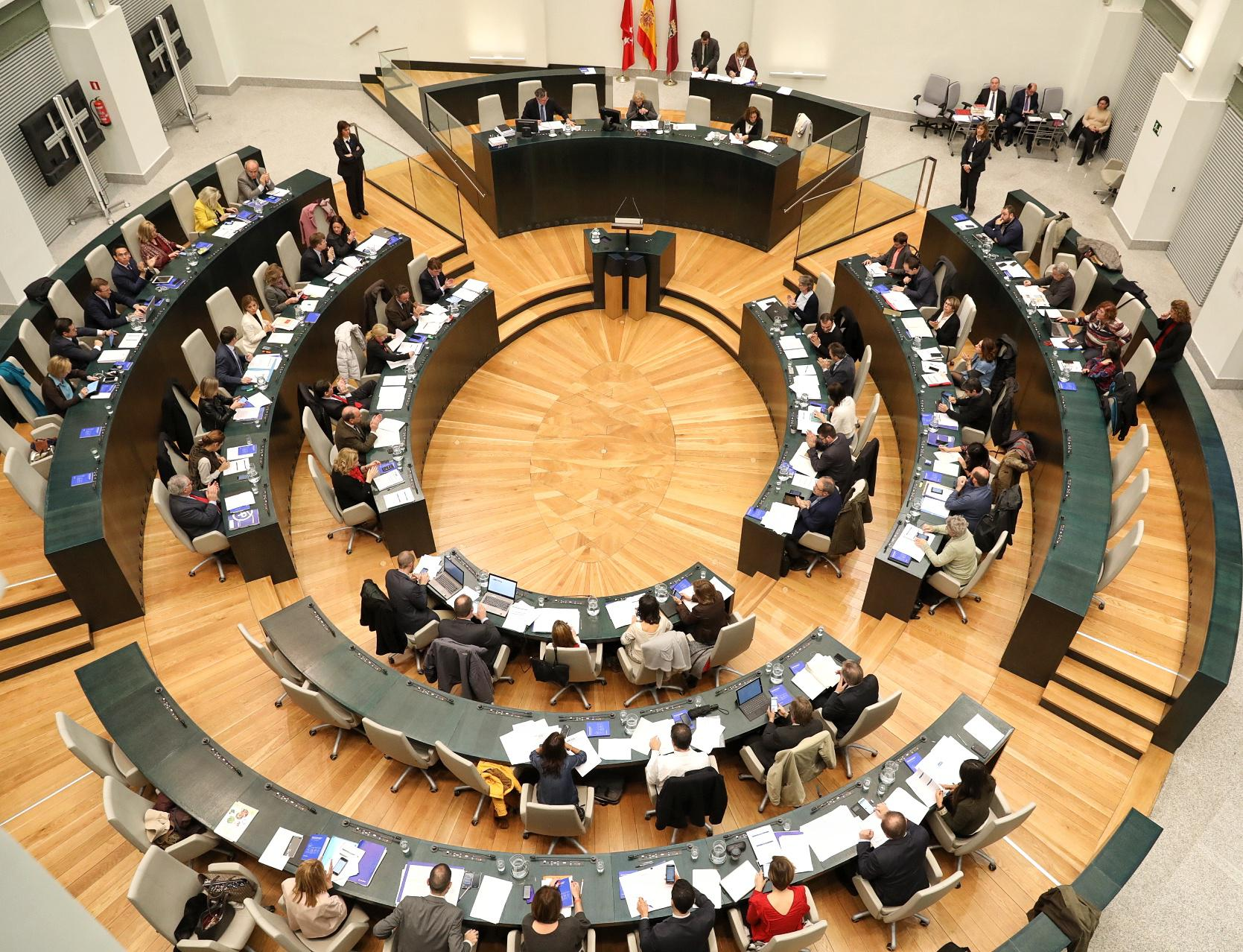
Reunião plenária da assembleia.

### Junta de Governação da Cidade
A Junta de Governação de Madrid (Junta de Gobierno de Madrid, em espanhol) tem como função a administração dos impostos municipais, que servem para financiar os serviços públicos e a construção de infraestruturas. É controlada e presidida pelo alcaide.

### Juntas Municipais de Distrito
A cidade de Madrid está dividida em 21 distritos municipais, que por sua vez são governados pelas correspondentes Juntas Municipais. Esses organismos estão encarregues da governação local, pois numa cidade da dimensão de Madrid seria quase impossível centralizar a administração de tanta população num só organismo como a Junta de Governação da Cidade.
Atualmente os distritos da cidade são os seguintes (apesar de estarem inseridos novo processo de reorganização):

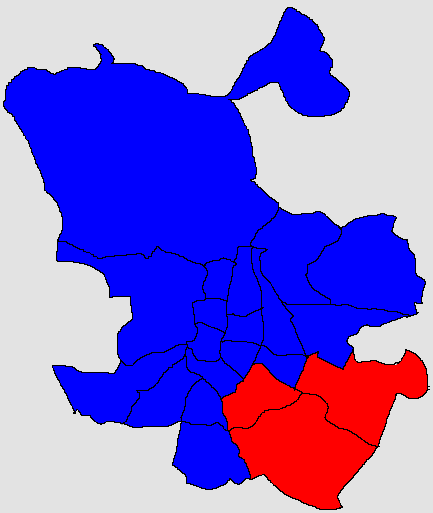
Mapa dos resultados das eleições municipais de 2007 na cidade de Madrid. A vermelho os municípios com maioria de votantes do PSOE, e a azul com maioria do PP.

1. Centro
2. Arganzuela
3. Retiro
4. Salamanca
5. Chamartín
6. Tetuán
7. Chamberí
8. Fuencarral
9. Moncloa
10. Latina
11. Carabanchel
12. Usera
13. Puente de Vallecas
14. Moratalaz
15. Ciudad Lineal
16. Hortaleza
17. Villaverde
18. Villa de Vallecas
19. Vicálvaro
20. San Blas
21. Barajas